# Arisdorf
Arisdorf is een gemeente en plaats in het Zwitserse kanton Basel-Landschaft, en maakt deel uit van het district Liestal.
Arisdorf telt 1.614 inwoners.